# Hylaeus nanseiensis
Hylaeus nanseiensis là một loài Hymenoptera trong họ Colletidae. Loài này được Ikudome mô tả khoa học năm 1989.